# Белинцона
Белинцона (итал. Bellinzona, фра. Bellinzone, нем. Bellinzona) је град у јужној Швајцарској. Белинцона је главни град кантона Тичино и после Лугана је највећи град у кантону.
Белинцона је нарочито позната по три стара, изузетно добро очувана замка. Они су данас стављени на списак светске баштине УНЕСКО-а.

## Природне одлике
Белинцона се налази у северној делу Швајцарске, близу границе са Италијом - 10 км источно од града. Од главног града државе, Берна град је удаљен 250 км јуогисточно.
Рељеф: Белинцона се налази у области плодне и густо насељене, али узане долине реке Тићино, на око 240 метара надморске висине. Град са истока и запада окружују Алпи.
Клима: Клима у Белинцони је умерено континентална.
Воде: Кроз Белинцона протиче река Тићино. Она дели град на западни и источни део.

## Историја
Подручје Белинцоне је било насељено још у време праисторије и Старог Рима, али није имало велики значај. Крајем римског времена овде је подигнуто утврђење Билицио, претеча данашњег замка, а тим и града.
Почетком средњег века ово подручје је брзо мењало господаре: Остроготи, Византинци, Лангобарди. Данашње насељ, са стратешки важним положајем на уласку у долине које воде преко Алпа, се управо тада почело развијати. До 12. века насеље и околина су били под утицајем владара Светог римског царства, али од тада све више осећа утицај војводства Милано. У 15. веку град је био често место сукоба овог моћног војводства и младе Швајцарске конфедерације, да би га конфедерација освојила 1500. г.
Швајцарска владавина је остала до данас изузев времена Наполеона, када су италијанска подручја у оквиру Швајцарске конфедерације подведена под једну управну област, касније Кантон Тићино. Белинцона је одмах постала управно седиште кантона.
После тога град се наставио развијати на свим пољима. Ово благостање града се задржало до дан-данас.

## Становништво
2008. године Белинцона је имао око 18.000 становника. Од тога приближно 30% су страни држављани (махом из суседне Италије). Град је друго по величини италијанско насеље у Швајцарској, после Лугана.
Градска област Белинцоне је имала 48.300 становника у 16 општина. Белинцона и њена градска област су део агломерације Тићино којој припадају и Локарно и Лугано. Заједно, они имају око 322.000 становника.
Језик: Швајцарски Италијани чине традиционално становништво града и италијански језик је званични у граду и кантону. Међутим, градско становништво је током протеклих неколико деценија постало веома шаролико, па се на улицама Белинцоне чују бројни други језици.
Вероисповест: Месни Италијани су од давнина римокатолици. Међутим, последњих деценија у граду се знатно повећао удео других вера. Данашњи верски састав града је: римокатолици 80%, протестанти 5%, а потом следе атеисти, муслимани, православци.

## Саобраћај
Белинцона је једна веома важна транзитна област. Град лежи на ауто-путу А2 (Базел - Луцерн - Белинцона - Лугано - Италија). Ауто-пут А13 (Сент Маргеретен - Хур - Сан Бернардино - Белинцона) завршава се у Белинцони. Кроз центар града прелази железничка пруга која је важна саобраћајница на правцу Цирих - Луцерн - Италија.

## Галерија слика
- Велики замак
- Главни градски римокатолички храм
- Градска кућа
- Старо градско језгро